# Saint-Genest (Allier)
 Saint-Genest  es una población y comuna francesa, situada en la región de Auvernia, departamento de Allier, en el distrito de Montluçon y cantón de Marcillat-en-Combraille.

## Demografía
| 281 | 264 | 242 | 252 | 322 | 347 |
| Para los censos de 1962 a 1999 la población legal corresponde a la población sin duplicidades (Fuente: INSEE [Consultar]) |     |     |     |     |     |